# Iron Man: Armored Adventures
Iron Man – francusko-amerykański serial animowany, opowiadający o młodzieńczych latach Tony’ego Starka.

## Opis fabuły
Gdy przedsiębiorca Howard Stark umiera w katastrofie samolotu po tym, jak sprzeciwił się planom przekształcenia jego wynalazku w potężną broń przez wspólnika, Obadiasza Stane’a, jego syn – 16-letni geniusz Tony Stark – korzysta ze swojej zbroi, by sprawdzić, czy Stane miał związek z jego śmiercią. Tony jako Iron Man za wszelką cenę próbuje uratować świat przed Mandarynem i innymi złoczyńcami. Towarzyszą mu przyjaciele, James „Rhodey” Rhodes i Pepper Potts.

## Bohaterowie
- Anthony „Tony” Stark/Iron Man – główny bohater serialu. Pewny siebie, nieprzeciętnie inteligentny, młody geniusz, zawzięty w konstruowaniu maszyn. Jako heros Iron Man ratuje świat wykorzystując do tego zaawansowane technologicznie zbroje własnej konstrukcji. W pierwszej serii jego głównym rywalem jest Obadiasz Stane. W drugiej pojawia się także inny młody geniusz – Justin Hammer. W niej także Tony wyraźnie zaczyna interesować się swoją przyjaciółką, Pepper.
- James „Rhodey” Rhodes/War Machine – najlepszy przyjaciel Tony’ego. Pomaga mu w walce ze złem. Od 25. odcinka pierwszej serii zostaje War Machine i korzysta z własnej zbroi – większej i uzbrojonej ciężej niż pancerz Iron Mana.
- Virginia „Pepper” Potts – córka poważnego agenta FBI. Bardzo wścibska i gadatliwa oraz dość bystra. Jest zakochana w Tonym, a w drugiej serii spotyka się z Happym by wzbudzić w Starku zazdrość. Później Tony Stark buduje jej własną zbroję.
- Gene Khan/Mandaryn – wróg i rywal Iron Mana. Zdobywa przyjaźń Tony’ego, aby odnaleźć Pierścienie Makluan. Zależy mu na posiadaniu władzy i majątku. W odcinku 26 dowiaduje się, że Tony to Iron Man, a Rhodey to War Machine i ujawnia, że jest Mandarynem. W tym samym odcinku okazuje się też, że to on wysadził samolot ojca Tony’ego i przed wybuchem porwał ojca Tony’ego z samolotu, ukrywa go.
- Roberta Rhodes – Mama Rhodey’ego i opiekunka Tony’ego po śmierci ojca, była też dawną przyjaciółką oraz prawnikiem Howarda.
- Obadiasz (Obadiah) Stane – przejął Stark International po wypadku samolotowym do czasu gdy Tony będzie pełnoletni. Nie pozwala Tony’emu zbliżać się do firmy, uważając go za dziecko które nie powinno wchodzić mu w paradę. Zależy mu głównie na pieniądzach które może uzyskać handlując z wojskiem. W odcinku „Sabotaż” omal nie ginie przez Hammera, ponieważ jego zbroja była kontrolowana przez Hammera i Saszę.
- Whitney Stane/Madame Masque – córka Obadiasza Stane’a, dobra przyjaciółka Tony’ego i Iron Mana. W odcinku 24 (choroba Whitney) choruje przez jeden z wynalazków Howarda który ukradła z sejfu Stark International. Szczęśliwie Tony’emu udaje się ją uratować. Po chorobie traci pamięć, zapomina, że była Madame Masque. Nie wiadomo czy było to celowym działaniem Tony’ego czy tylko skutkiem ubocznym. Może Stane chciał by zapomniała ten trudny okres i zlecił to Tony’emu lub była to robota „Iron Mana”. Po wypadku z jej ojcem zaczyna odczuwać niechęć do Tony’ego.
- Happy Hogan – niepoważny i niemądry kolega Tony’ego, Rhodey’ego, Whitney i Pepper. W odcinku „Uśmiechnij się, dzisiaj będzie Happy” ubiera pozostawioną przez Rhodey’ego Mark1, rozwala skarbiec Khanów i ratuje miasto od wybuchu. Myśli, że Iron Man to robot.
- Zhang – ojczym Gena, po śmierci matki chłopca staje się Mandarynem i zabiera Pierścień rodziny Khanów. W odcinku 25. ponownie staje się Mandarynem, lecz szybko traci rękawicę z Pierścieniami. Nie wiadomo czy przeżył spotkanie z Rhodey’m i gdzie jest teraz.
- Jin Khan – matka Gena Khana/Mandaryna, została zabita prawdopodobnie przez Zhanga, gdy Gene był jeszcze małym chłopcem.

## Wersje zbroi
- Podstawowa (Mark1) – zwykła zbroja. Ma kolor czerwono-żółty. Można z niej strzelać laserami z piersi i obu rąk. Posiada wbudowane dopalacze dzięki którym może latać. W 27 odcinku („Niezwyciężony Iron Man: W kawałkach) zostaje zniszczona. Potem Tony ujawnia nową zbroję (Mark 2) – podobną do zwykłej, ma lepsze uzbrojenie oraz Unibeam (laser na klatce piersiowej) z koła jest zmieniony na odwrócony trójkąt.
- Mark2 – jest taka sama jak zwykła, lecz jest czerwono-biała. Ma rękawice użyte w trzecim odcinku.
- Zwiadowcza (Mark3) – wygląda jak podstawowa zbroja, jest granatowa, potrafi stawać się niewidzialna. Jest prawie nieuzbrojona, tzn. ma tylko repulsory. Jest pokazana w odcinku „Szkolna wycieczka” (Field Trip), oraz „Ofiara Pantery” (Phanter’s Prey).
- Kosmiczna (Mark4) – służy do pobytu w kosmosie. Z tylu posiada coś w rodzaju jetpacka. Jest koloru czarnego i żółtego. Zbroja pokazuje się w dwóch odcinkach „Zabawa z laserem” (Fun with Lasers). i „Inwazja Pierscieni Makluan” (Invasion Ring Of The Makluan)
- Zbroja „Czołg” (Mark5) – Jest to największa zbroja i najsilniejsza, jej pancerz jest prawie niezniszczalny. Wzorowa na pancerzu Crimson Dynamo. Tony po raz pierwszy używa jej w odcinku „Zemsta” (Seeing Red) walcząc z Crimson Dynamo, a potem w odcinku 23 w walce z Hulkiem. W drugiej serii zwana również HulkBuster.

Po zniszczeniu zbrojowni zostaje odbudowana i pokazuje się w odcinku „Iron Maiden”.
- Zbroja „Arktyczna” (Mark6) – Tony po raz pierwszy używa jej w odcinku 24. „Choroba Whitney” lecąc do Arktyki po czysty metal. Zbroja jest biało-żółta.
- Pancerz War Machine – Zbroja służy do walki, ma ulepszone podstawowe wyposażenie zbroi, dodatkowe rakietnice i działka. Zbroja ma podobny rozmiar, pancerz oraz siłę ataku bezpośredniego jak „Czołg”. Jest wolniejsza i mniej odporna na temperatury od Mark1. Jedyna zbroja, której nie nosi Tony Stark, lecz jego kolega James Rhodes. Zbroja pojawiła się w odcinku 25. i 26., oraz w odcinkach z serii 2.
- Mark2 – jest to ulepszona wersja Mark1. Po zniszczeniu starej, Tony buduje ją i jednocześnie łączy moce poległych zbroi: może być niewidzialna (w odcinku „The Hawk and The Spider”) – Mark3, odporniejsza na temperatury – Mark6, dodatkowe uzbrojenie – War-Machine.
- W odcinku „Smocze nasienie” Tony buduje Pepper własną zbroję, Pepper jeszcze nie jest pewna jak się nazwać, więc Rescue pomaga w walce ze złem Iron Manowi i War Machine, teraz cała trójka jest przeciwko Stane’owi i Hammerowi oraz wielu, wielu innych.

Zbroje: Mark2, Mark3, Mark4, Mark5, Mark6, zostały zniszczone wraz ze zbrojownią w odcinku 25.

## Pierścienie Makluan
Pierścienie Makluan są rodzajem starożytnej technologii. Pierwotnie posiadane przez pierwszego Mandaryna który dzięki nim stworzył rozległe imperium. Pod koniec życia rozmieścił pierścienie po całym świecie i ukrył w specjalnie do tego celu stworzonych świątyniach w oczekiwaniu aż zbierze je dziedzic czystej krwi. Po zdobyciu pierścienia należy zdać test żeby pierścień stał się aktywny i móc korzystać z jego mocy. Wszystkich pierścieni jest łącznie 10.
Lista pierścieni:
- Fioletowy – pierwszy pierścień Mandaryna. Noszony przez Mandaryna na środkowym palcu prawej ręki. Pierścień pozwala na teleportacje oraz może utworzyć falę uderzeniową.
- Zielony – pierścień mądrości. Noszony przez Mandaryna na palcu wskazującym prawej ręki. Znaleziony przez Howarda w starożytnej świątyni. Dzięki pierścieniowi można używać do ataku ognia.
- Niebieski – pierścień odwagi. Noszony przez Mandaryna na serdecznym palcu prawej ręki. Pozwala manipulować obiektami.
- Czerwony – pierścień powściągliwości. Noszony przez Mandaryna na małym palcu prawej ręki.
- Żółty – pierścień poświęcenia. Noszony przez Mandaryna na kciuku prawej ręki. Pozwala na kontrolę nad lodem i błyskawicami.
- Czerwony – pierścień umysłu. Zostaje użyty w odcinku „Mandarin’s Quest”, aby zmusić Tony’ego do pomocy w odnalezieniu 8. pierścienia.
- Zielony – wypuszcza chmurę gazu, który przeżera każdy materiał, nawet zbroję Iron Mana.

## Odcinki
| Sezon | Odcinki | Premiera serii   | Finał serii       | Premiera serii   | Finał serii     |
| ----- | ------- | ---------------- | ----------------- | ---------------- | --------------- |
| 1     | 26      | 12 kwietnia 2009 | 28 listopada 2009 | 19 września 2009 | 31 maja 2010    |
| 2     | 26      | 13 lipca 2011    | 25 lipca 2012     | 14 kwietnia 2012 | 1 stycznia 2013 |

### Seria 1 (2009)
| Nr    | Tytuł                           | Tytuł polski                         | Premiera             | Premiera w Polsce                                |
| ----- | ------------------------------- | ------------------------------------ | -------------------- | ------------------------------------------------ |
| 1-2   | Iron, Forged in Fire            | Wykuty w ogniu                       | 12 kwietnia 2009     | 19 września 2009 (cz I) 20 września 2009 (cz II) |
| 3     | Secrets and Lies                | Sekrety i kłamstwa                   | 19 kwietnia 2009     | 3 października 2009                              |
| 4     | Cold War                        | Zimna wojna                          | 26 kwietnia 2009     | 26 września 2009                                 |
| 5     | Whiplash                        | Whiplash                             | 3 maja 2009          | 10 października 2009                             |
| 6     | Iron Man vs. the Crimson Dynamo | Iron Man vs. Crimson Dynamo          | 10 maja 2009         | 17 października 2009                             |
| 7     | Meltdown                        | Hamlet                               | 17 maja 2009         | 27 marca 2010                                    |
| 8     | Field Trip                      | Szkolna wycieczka                    | 17 maja 2009         | 24 października 2009                             |
| 9     | Ancient History 101             | Historia pierścieni                  | 22 maja 2009         | 31 października 2009                             |
| 10    | Ready, A.I.M., Fire             | Na celowniku                         | 25 maja 2009         | 5 grudnia 2009                                   |
| 11    | Masquerade                      | Maskarada                            | 26 maja 2009         | 12 grudnia 2009                                  |
| 12    | Seeing Red                      | Zemsta                               | 27 maja 2009         | 19 grudnia 2009                                  |
| 13    | Hide and Seek                   | Duży problem                         | 28 maja 2009         | 26 grudnia 2009                                  |
| 14    | Man and Iron Man                | Człowiek i Iron Man                  | 29 maja 2009         | 6 marca 2010                                     |
| 15    | Panther’s Prey                  | Ofiara Pantery                       | 28 sierpnia 2009     | 13 marca 2010                                    |
| 16    | Fun with Lasers                 | Zabawa z laserem                     | 4 września 2009      | 20 marca 2010                                    |
| 17    | Chasing Ghosts                  | Uwierz w Ducha                       | 18 września 2009     | 3 maja 2010                                      |
| 18    | Pepper, Interrupted             | Pepper w opałach                     | 25 września 2009     | 21 marca 2010                                    |
| 19    | Technovore                      | Technovore                           | 9 października 2009  | 8 maja 2010                                      |
| 20    | World on Fire                   | Ogień, węgiel i lód                  | 16 października 2009 | 8 maja 2010                                      |
| 21    | Designed Only for Chaos         | Dążący do kontroli                   | 23 października 2009 | 8 maja 2010                                      |
| 22    | Don’t Worry, Be Happy           | Uśmiechnij się, dzisiaj będzie Happy | 13 listopada 2009    | 8 maja 2010                                      |
| 23    | Uncontrollable                  | Poza kontrolą                        | 20 listopada 2009    | 10 maja 2010                                     |
| 24    | Best Served Cold                | Choroba Whitney                      | 20 listopada 2009    | 17 maja 2010                                     |
| 25-26 | Tales of Suspense               | Prawda i poświęcenie                 | 28 listopada 2009    | 24 maja 2010 (cz I) 31 maja 2010 (cz II)         |

### Seria 2 (2011-2012)
| Nr | Tytuł                                        | Tytuł polski                                | Premiera             | Premiera w Polsce    |
| -- | -------------------------------------------- | ------------------------------------------- | -------------------- | -------------------- |
| 27 | The Invincible Iron Man Part 1: Disassembled | Niezwyciężony Iron Man Część 1: W Kawałkach | 13 lipca 2011        | 14 kwietnia 2012     |
| 28 | The Invincible Iron Man Part 2: Reborn!      | Niezwyciężony Iron Man Część 2: Odrodzenie  | 20 lipca 2011        | 5 maja 2012          |
| 29 | Look into the Light                          | Spójrz w światło                            | 27 lipca 2011        | 3 czerwca 2012       |
| 30 | Ghost in the Machine                         | Duch w Maszynie                             | 3 sierpnia 2011      | 3 czerwca 2012       |
| 31 | Armor Wars                                   | Pancerne Wojny                              | 10 sierpnia 2011     | 9 czerwca 2012       |
| 32 | Line of Fire                                 | Na Linii Ognia                              | 17 sierpnia 2011     | 17 czerwca 2012      |
| 33 | Titanium Vs. Iron                            | Tytan kontra żelazo                         | 25 sierpnia 2011     | 24 czerwca 2012      |
| 34 | Might of Doom                                | Potęga Dooma                                | 17 października 2011 | 1 lipca 2012         |
| 35 | The Hawk and the Spider                      | Jastrząb i Wdowa                            | 24 października 2011 | 8 lipca 2012         |
| 36 | Enter: Iron Monger                           | Iron Monger                                 | 31 października 2011 | 15 lipca 2012        |
| 37 | Fugitive of S.H.I.E.L.D.                     | Na Celowniku T.A.R.C.Z.Y.                   | 7 listopada 2011     | 22 lipca 2012        |
| 38 | All the Best People Are Mad                  | Między nami szaleńcami                      | 26 listopada 2011    | 29 lipca 2012        |
| 39 | Heavy Mettle                                 | Sabotaż                                     | 26 listopada 2011    | 21 sierpnia 2012     |
| 40 | Mandarin’s Quest                             | Misja Mandaryna                             | 29 lutego 2012       | 26 sierpnia 2012     |
| 41 | Hostile Takeover                             | Wrogie Przejęcie                            | 3 marca 2012         | 2 września 2012      |
| 42 | Extremis                                     | Ekstremis                                   | 14 marca 2012        | 9 września 2012      |
| 43 | The X-Factor                                 | Czynnik-X                                   | 21 marca 2012        | 16 września 2012     |
| 44 | Iron Man 2099                                | Iron Man 2099                               | 28 marca 2012        | 23 września 2012     |
| 45 | Ctrl-Alt-Delete                              | Ctrl-Alt-Delete                             | 9 maja 2012          | 30 września 2012     |
| 46 | Doomsday                                     | Dzień Zagłady                               | 13 czerwca 2012      | 11 października 2012 |
| 47 | The Hammer Falls                             | Upadek Hammera                              | 20 czerwca 2012      | 14 października 2012 |
| 48 | Rage of the Hulk                             | Gniew Hulka                                 | 27 czerwca 2012      | 21 października 2012 |
| 49 | Iron Monger Lives                            | Iron Monger powraca                         | 4 lipca 2012         | 28 października 2012 |
| 50 | The Dragonseed                               | Smocze Nasienie                             | 11 lipca 2012        | 4 listopada 2012     |
| 51 | The Makluan Invasion Part 1                  | Inwazja pierścieni Makluan część 1          | 18 lipca 2012        | 22 stycznia 2013     |
| 52 | The Makluan Invasion Part 2                  | Inwazja pierścieni Makluan część 2          | 25 lipca 2012        | 1 stycznia 2013      |